# Moerchiella moreleti
Moerchiella moreleti is een slakkensoort uit de familie van de Pyramidellidae. De wetenschappelijke naam van de soort is voor het eerst geldig gepubliceerd in 1877 door P. Fischer. De soort is vernoemd naar de Franse malacoloog Pierre Marie Arthur Morelet.